# Zone B
Koordinaten: 45° 28′ N, 13° 45′ O
Die Zone B war nach dem Zweiten Weltkrieg neben der Zone A eine der beiden militärisch verwalteten Zonen des Freien Territoriums Triest und bildete den Südteil des Kleinstaates. Sie bestand von 1947 bis 1954.

## Lage
Die Zone B umfasste die gesamte Küste der slowenischen Region Obalno-kraška, eines Teils der historischen Region Primorska, und den Nordwesten der kroatischen Gespanschaft Istrien. Im Westen grenzte die Zone an das Adriatische Meer mit dem Golf von Triest, im Norden an die Zone A, die von der British Army und der United States Army besetzt und verwaltet wurde, und im Süden und Osten an die Föderative Volksrepublik Jugoslawien. Die Grenze zur Zone A bildete der Fluss Dragonja.
Die Zone B hatte eine Fläche von 515,5 Quadratkilometern und war damit fast doppelt so groß wie die Zone A.
Die größte Stadt der Zone war die Seehafenstadt Koper, die heute zu Slowenien gehört. Es bildete die zweitgrößte Stadt des gesamten Territoriums, nach der Hauptstadt Triest.

## Geschichte

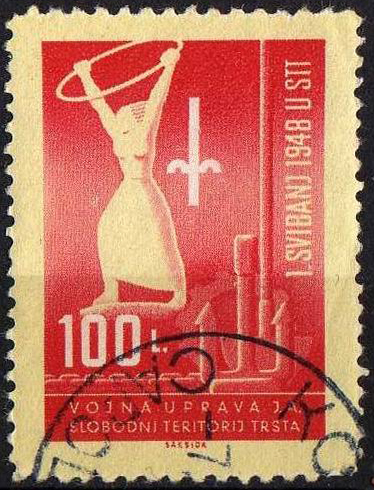
Eine Briefmarke der Zone B, 1948

Das Gebiet der Zone B gehörte bis zum Ende des Ersten Weltkriegs zum Küstenland, einem Kronland Cisleithaniens innerhalb der Österreichisch-Ungarischen Monarchie, und kam im Grenzvertrag von Rapallo von 1920 zwischen dem Königreich Italien und dem Königreich der Serben, Kroaten und Slowenen (ab 1929 Königreich Jugoslawien) zum Königreich Italien und wurde Teil der Region Julisch Venetien. Als eigene Verwaltungseinheit entstand die Zone aber erst 1947. Sie wurde mit der Proklamation des Freien Territoriums Triest am 15. September 1947 gegründet.
Die Zone B existierte bis 1954 und wurde mit der Unterzeichnung des sogenannten Londoner Memorandums durch Vertreter Italiens, Jugoslawiens, des Vereinigten Königreichs und der Vereinigten Staaten am 5. Oktober 1954 de facto aufgelöst. Offiziell wurde sie damals nur unter jugoslawische Verwaltung gestellt und de jure erst am 10. November 1975 mit dem Vertrag von Osimo aufgelöst. Sie wurde zwischen der Sozialistischen Republik Slowenien und der Sozialistischen Republik Kroatien aufgeteilt.

## Demographie
Laut der Volkszählung von 1946, die noch vor der Gründung des Staates stattfand, lebten auf dem Gebiet der Zone B etwa 68.000 Menschen. Die meisten Einwohner lebten auf dem Land. Die Bevölkerung der Zone B bestand überwiegend aus Italienern, Slowenen und Kroaten. Zu den Minderheiten gehörten Juden und Österreicher.
| Etnia                | Anzahl | Anteil in Prozent |
| -------------------- | ------ | ----------------- |
| Italiener            | 51.000 | 70 %              |
| Slowenen und Kroaten | 17.000 | 30 %              |
| Total                | 68.000 | 100 %             |

Eine genauere Schätzung der Vereinten Nationen (UN) 1949 ergab folgende ethnische Zusammensetzung der Zone B. Im Gebiet lebten schätzungsweise zwischen 36.000 und 55.000 Italiener und zwischen 12.000 und 17.000 slowenische und kroatischen Einwohner.
Obwohl Jugoslawien unter Josip Broz Tito die Einhaltung von Minderheitenrechten garantierte, wie sie auf der Pariser Friedenskonferenz 1946 vereinbart worden waren und im Ständigen Statut des Freien Territoriums Triest, der nie in Kraft getretenen Verfassung des Staates, verankert wurden, wurden sie von der jugoslawischen Verwaltung faktisch ausgehöhlt. Bis 1954 wanderten bis zu 40.000 Menschen, hauptsächlich Italiener und Juden, in die Zone A. Die meisten von ihnen gaben als Grund Drangsalierungen und Diskriminierungen an. Dennoch nahm die Bevölkerung nur leicht ab, da der Bevölkerungsrückgang durch die Zuwanderung von Slowenen und Kroaten aus Jugoslawien ausgeglichen werden konnte.
Die drei Amtssprachen der Zone waren Italienisch, Slowenisch und Kroatisch.

## Politik und Verwaltung

Wappen der Zone B

Die Zone B genoss, wie die Zone A, weitgehende Autonomierechte und hatte eine ähnlich starke Stellung wie die ehemaligen Bundesstaaten des Deutschen Reiches von 1871 bis 1918 inne. Jedoch wurden diese Rechte ab 1948 systematisch ausgehöhlt und die Zone B wurde verwaltungstechnisch und wirtschaftlich immer enger an Jugoslawien angebunden.
Die zivile Regionalregierung, deren Mitglieder fast ausschließlich von der Partito Comunista del Territorio Libero di Trieste, einem Zögling der jugoslawischen Staatspartei Bund der Kommunisten Jugoslawiens, gestellt wurden, hatte ihren Sitz in Koper. Das Hauptquartier, der in der Zone stationierten Truppen, der Jugoslawischen Volksarmee befand sich ebenfalls in Koper.

### Militärgouverneure
Der Militärregierung stand ein Militärgouverneur vor. Insgesamt wurden zwei Gouverneure bestellt.
- 15. September 1947 – März 1951 Mirko Lenac (Jugoslawien)
- März 1951 – 25. Oktober 1954 Miloš Stamatović (Jugoslawien)[2]

### Stationierte Truppen
In der Zone B waren etwa 5000 Soldaten der Svobodni Tržaški Teritorji – Vojna Uprava Jugoslovenske Armije, STT-VUJA, bzw. Svobodni Tržaški Teritorji – Vojna Uprava Jugoslovenske Narodna Armije (STT-VUJNA), der Truppen der Jugoslawischen Volksarmee in der Zone, stationiert.

### Verwaltungsgliederung
Die Zone B bestand aus 11 Gemeinden:
- Dekani / Villa Decani
- Koper / Capodistria
- Izola / Isola
- Pirano / Piran
- Marezige / Maresego
- Šmarje pri Kopru / Monte di Capodistria
- Umag / Umago
- Buie d’Istria / Buje
- Verteneglio / Brtonigla
- Grisignana / Grožnjan
- Cittanova d’Istria / Novigrad

### Sicherheit

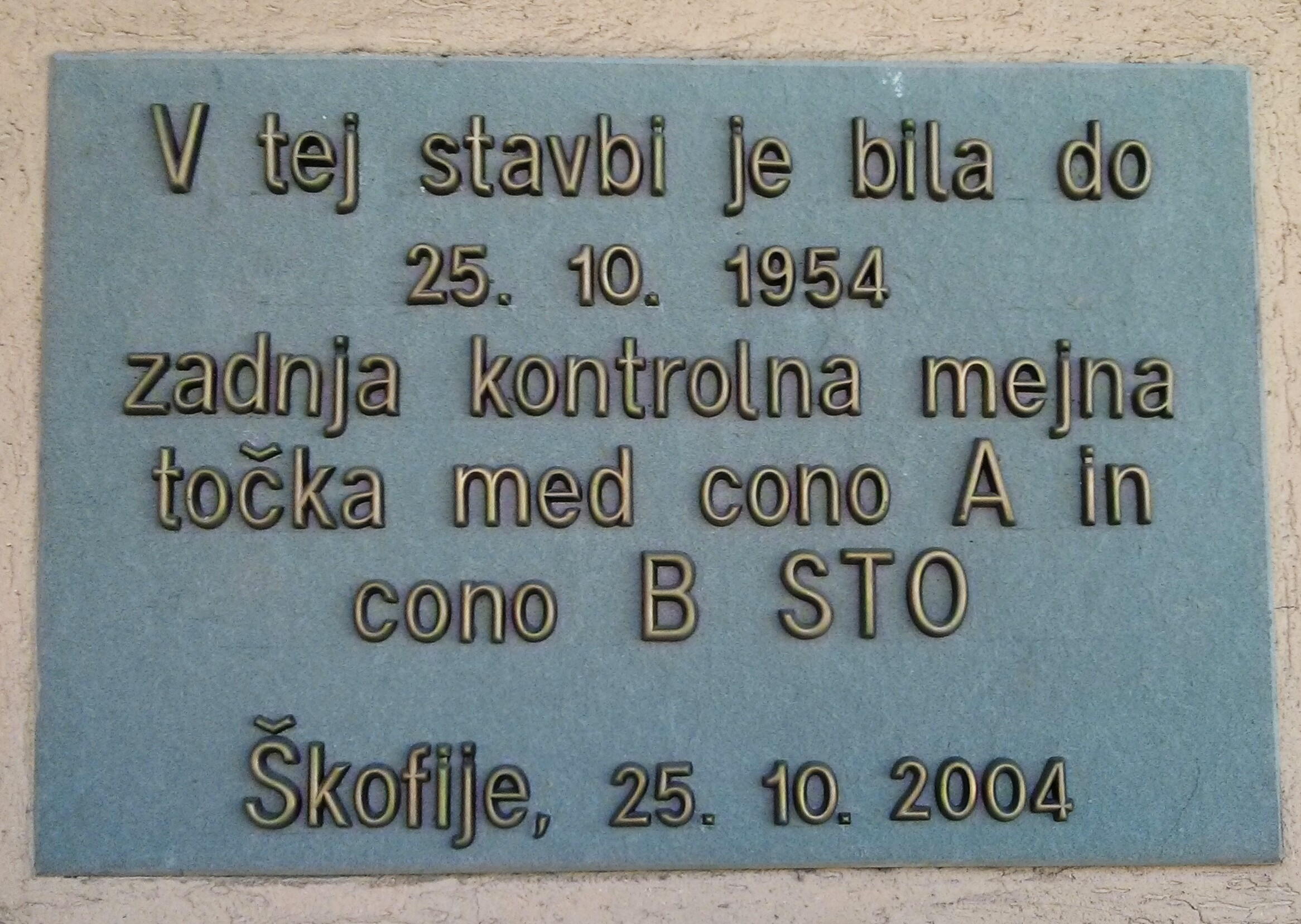
Gedenktafel zur ehemaligen Grenze zwischen der Zone B und A

Für die Sicherheit der Zone B waren fast ausschließlich die jugoslawischen Besatzungstruppen verantwortlich. Sie wurden durch die Guardia di finanza del TLT unterstützt.